# جوني راي (مالك فريق ناسكار)
جوني راي (بالإنجليزية: Johnny Ray)‏ هو مالك فريق ناسكار ‏ أمريكي، ولد في 25 مارس 1937 في إيستابوغا ‏ في الولايات المتحدة.

## وصلات خارجية
- جوني راي على موقع Racing-Reference.info (الإنجليزية)